# 大王寨镇
大王寨镇，是中华人民共和国山東省聊城市莘县下辖的一个乡镇级行政单位。

## 行政区划
大王寨镇下辖以下地区：
大王寨村、西王庄村、西大场村、富裕集村、尧头村、辛庄村、新村、东丈八村、东田庄村、武家河村、河涯村、前观村、西丈八村、西田庄村、玉庄村、王村、后观村、郑家村、余庄村、杨庄村、吕村、大场集村、于家村、庙头村和夏庄村。